# Russelia
Russelia är ett släkte av grobladsväxter. Russelia ingår i familjen grobladsväxter.

## Bildgalleri

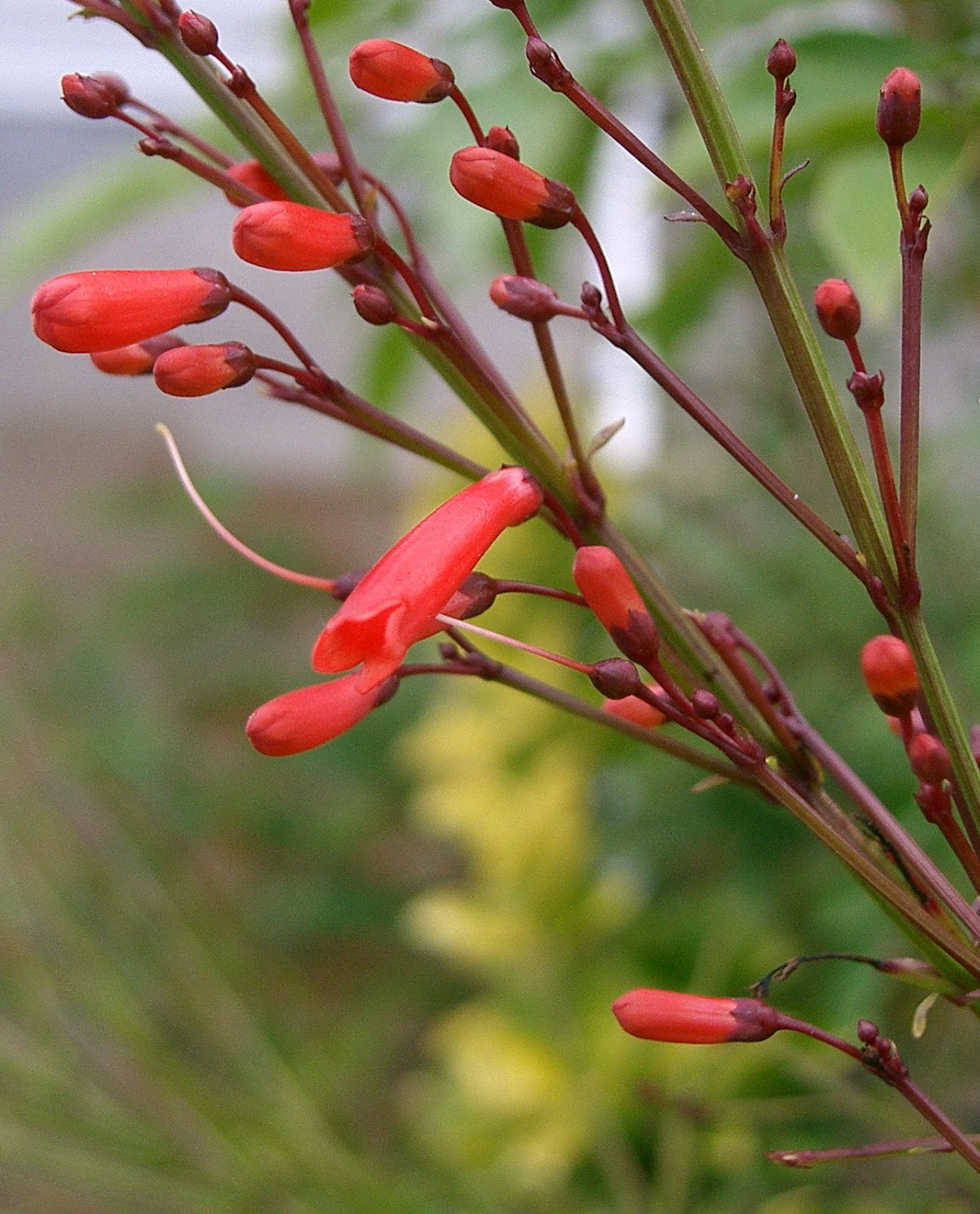
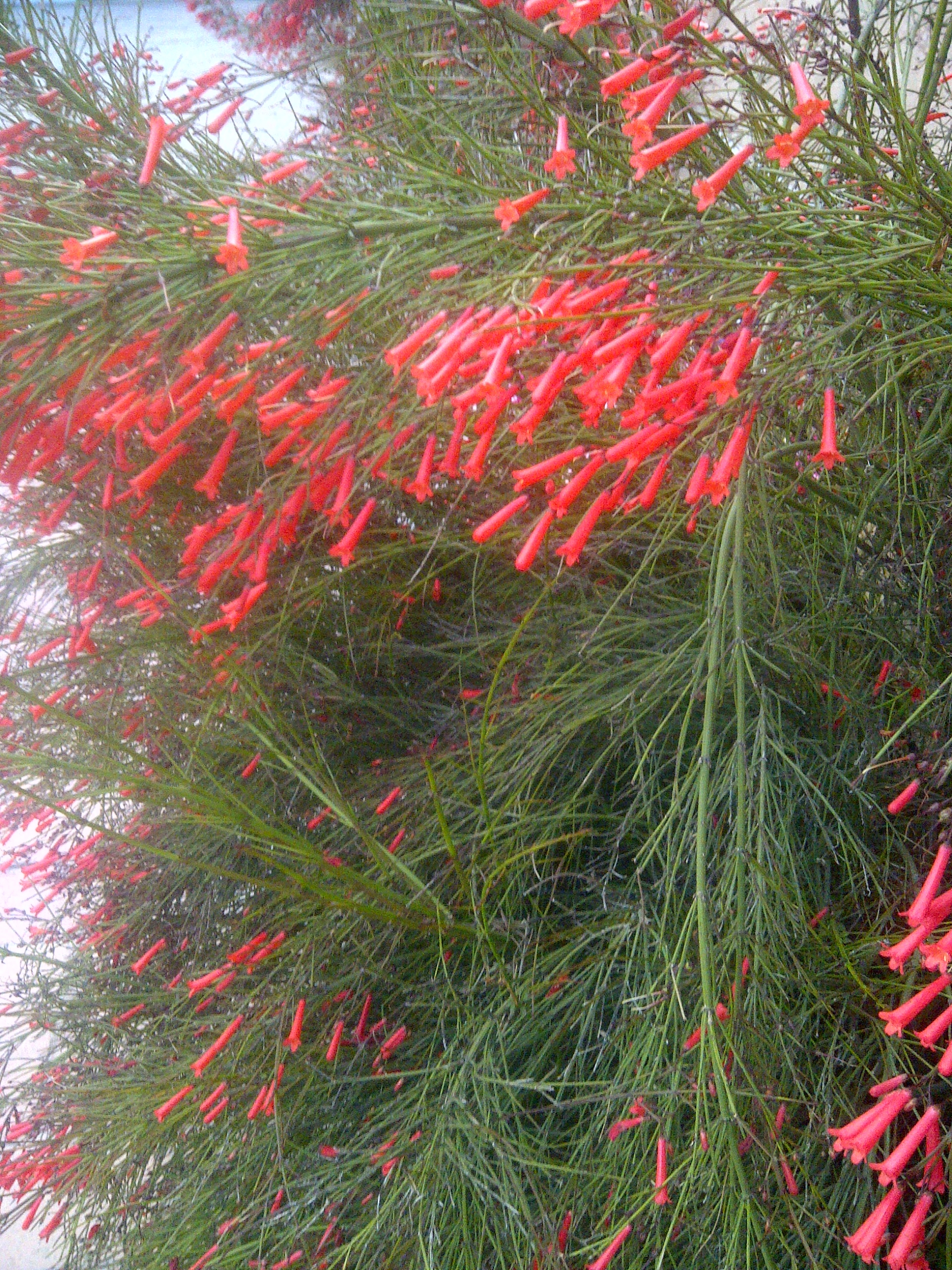

## Dottertaxa tillRusselia, i alfabetisk ordning[1]
- Russelia acuminata
- Russelia campechiana
- Russelia chiapensis
- Russelia coccinea
- Russelia contrerasii
- Russelia conzattii
- Russelia cora
- Russelia cuneata
- Russelia deamii
- Russelia elongata
- Russelia equisetiformis
- Russelia floribunda
- Russelia furfuracea
- Russelia glandulifera
- Russelia grandidentata
- Russelia hintonii
- Russelia iltisneeana
- Russelia jaliscensis
- Russelia laciniata
- Russelia lanceifolia
- Russelia leptopoda
- Russelia longifolia
- Russelia longisepala
- Russelia maculosa
- Russelia manantlana
- Russelia obtusata
- Russelia parvifolia
- Russelia pennelliana
- Russelia pringlei
- Russelia pubescens
- Russelia purpusii
- Russelia retrorsa
- Russelia rugosa
- Russelia sarmentosa
- Russelia sonorensis
- Russelia staleyae
- Russelia standleyi
- Russelia steyermarkii
- Russelia syringiifolia
- Russelia tenuis
- Russelia tepicensis
- Russelia teres
- Russelia tetraptera
- Russelia trachypleura
- Russelia verticillata
- Russelia villosa
- Russelia worthingtonii